# ヴィラ・メディチの庭園、ローマ (ベラスケスの絵画)

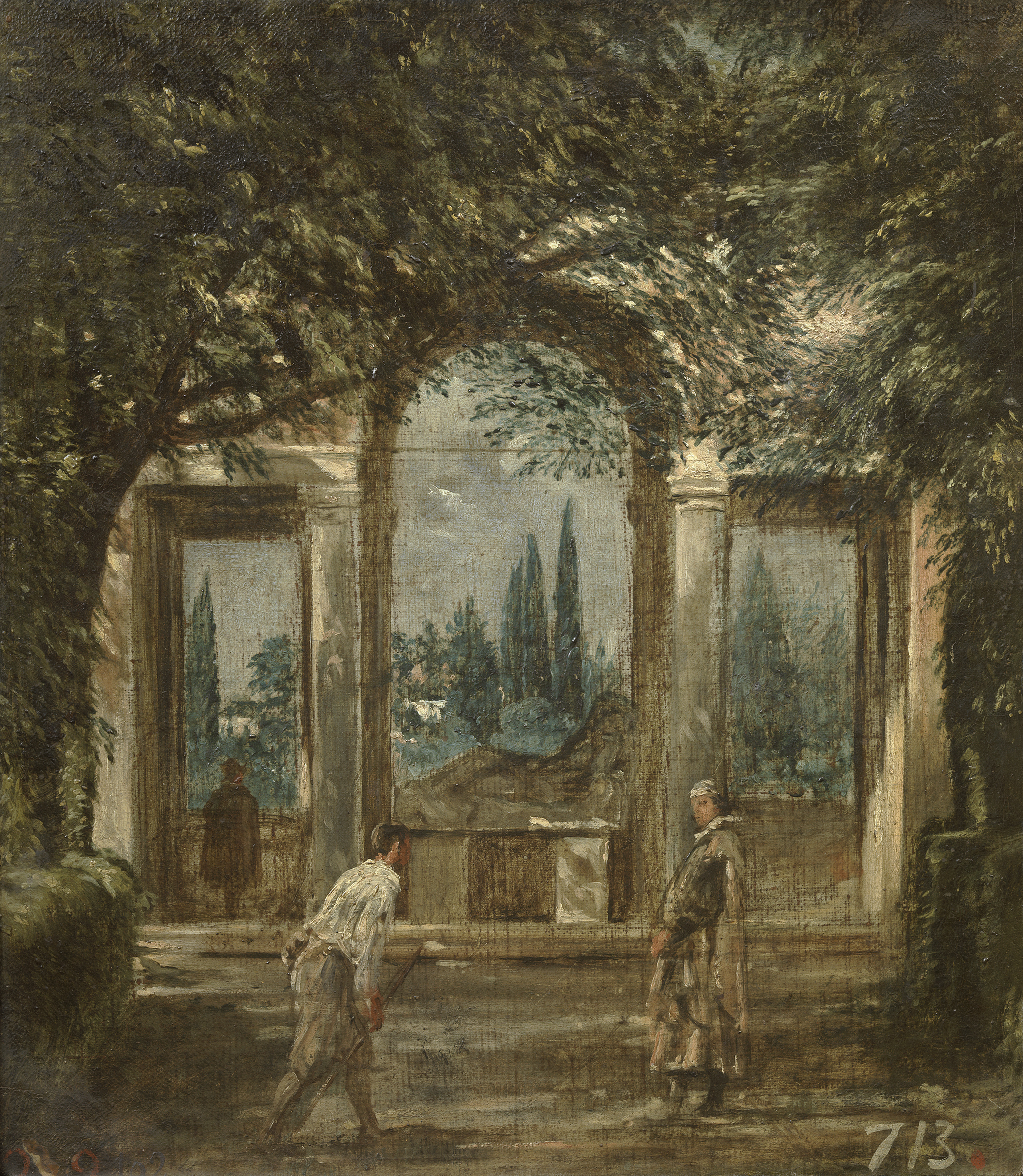
ディエゴ・ベラスケス 『ヴィラ・メディチの庭園、ローマ (正午、クレオパトラのロッジア)』、プラド美術館

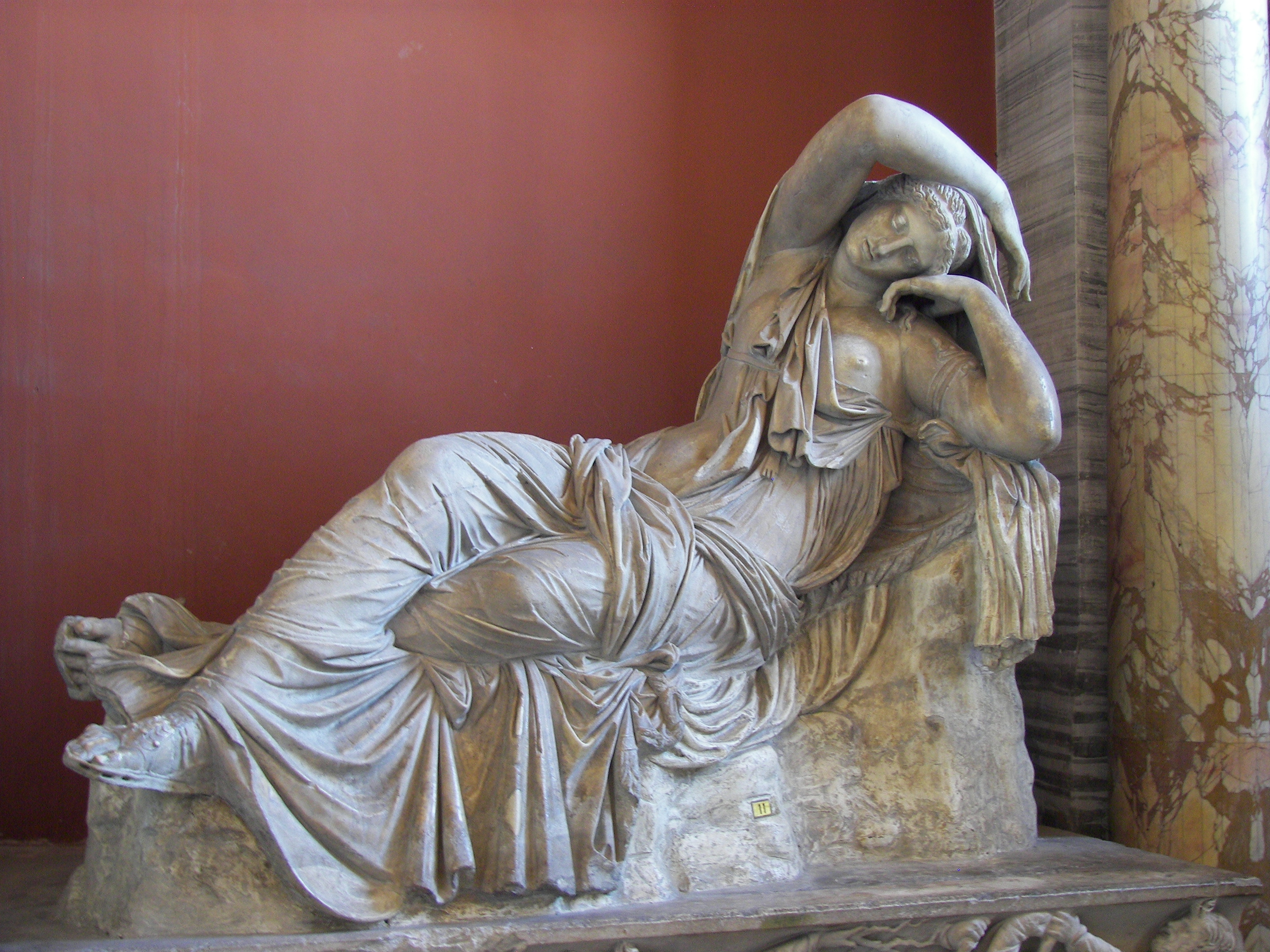
『眠るアリアドネ』(ウフィツィ美術館、フィレンツェ)

『ヴィラ・メディチの庭園、ローマ』（ヴィラ・メディチのていえん、ローマ、西: Vista del jardín de la Villa Médicis、英: View of the Garden of the Villa Medici）は、バロック期のスペインの巨匠ディエゴ・ベラスケスが制作したキャンバス上に油彩で制作した2点の対となる風景画である。それぞれ『午後、グロッタのロッジア』、『正午、クレオパトラのロッジア』と呼ばれる。画家の純粋な風景画はほかには現存しておらず、特異な作品である。制作年については、画家の第1回目のイタリア滞在期 (1629-1631年)、第2回目のイタリア滞在期 (1649-1651年) 、または画家が第1回目のイタリア滞在を終えてスペインで描いたとする諸説が提出されてきたが、近年の科学的調査は第1回目のイタリア滞在期に制作されたと結論づけている。これら2点の風景画は、マドリードのプラド美術館に所蔵されている。

## 背景
1634年、スペイン国王フェリペ4世のために主席書記官ヘローニモ・デ・ビリャヌエバがベラスケスから4点の小風景画を購入したという記録がある。国王に売却されたこれら4点の小風景画が、現存するプラド美術館所蔵の2点と失われた2点を指す可能性がある。いずれにしても、この記録は、現存する2点がベラスケスの第1回目のイタリア滞在期か、マドリードに戻ってほどなくして制作されたということを示唆している。
1629年から1631年までベラスケスは第1回目のイタリア旅行をしている。1630年の夏、画家は、オリバーレス伯公爵のはからいで2か月あまりをローマのピンチョの丘に建っているヴィラ・メディチで過ごしてた。この高台にある別荘は画家にとって芸術の霊感を与えてくれる場であったに違いない。3階建ての建物正面の外壁はアラ・パキスからの貴重なレリーフで飾られ、ポルティコにはフィレンツェのメディチ家から運ばれたブロンズ製のメルクリウス像やライオン像があった。広大な庭園にはラメセス2世のオベリスクが建ち、巨大なメディチの甕 (クラテール) が置かれ、ロッジアは古代ローマ彫刻の保管庫になっていた。ベラスケスの風景画はこの環境の中で制作されたのである。ちなみにピンチョの丘を下ったところには、フランスからローマにやってきていた風景画家クロード・ロランとニコラ・プッサンが暮らしていた。ベラスケスにとって、特にプッサンとの交流は意義深いものであった。

## 作品
2点の作品とも即興で描かれている。その風景描写は物語の背景ではなく、それ自体が主題である。小品であるが、スケッチ風の軽快で自由闊達な下書き風のタッチにより印象派に先駆ける作品となっており、駆使されている光を操る技術や時の流れを表す描写力は評価されるべきものである。両作品には人物が小さく描かれており、16世紀半ばのローマ派の絵画が持つ古典的雰囲気を湛えている。『午後、グロッタのロッジア』は古代彫刻の保管、展示場所であったが、画面に見られるように当時は改修工事中で閉鎖されていた。これに対し、開放的な空間構造を持つ『正午、クレオパトラのロッジア』には当時、彫刻『眠るアリアドネ』(ウフィツィ美術館、フィレンツェ) が置かれていた。前者は午後、後者は正午の情景を描いたものとされ、時間の経過を描いている点で、250年後にクロード・モネが描いたルーアン大聖堂の連作を予告している。これらの2作がフェリペ4世に売却された4点に含まれていたとすれば、4点は1日の4つの異なる時間を表していたのかもしれない。